# Mack Mattingly
Mack Mattingly (Anderson, 1931. január 7. –) az Amerikai Egyesült Államok szenátora (Georgia, 1981–1987).